# Smokvica
Smokvica es una localidad de Croacia en el ejido de la ciudad de Pag, condado de Zadar.

## Geografía
Se encuentra a una altitud de 32 m s. n. m. a 299 km de la capital nacional, Zagreb.

## Demografía
En el censo 2011 el total de población de la localidad fue de 55 habitantes.
| Gráfica de población de Smokvica 1857-2011                          |
|                                                                     |
| Según los censos de población de la oficina estadística de Croacia. |